# Al-Wahda FC La Meca
|  | Aquest article tracta sobre el club de futbol saudita. Vegeu-ne altres significats a «Al-Wahda». |

L'Al-Wahda FC La Meca (àrab: نادي الوحدة السعودي بمكة المكرمة, Nādī al-Waḥda as-Saʿūdī bi-Makka al-Mukarrama, ‘Club Saudita de la Unitat a la Venerable Meca’— és un club de futbol saudita de la ciutat de La Meca. Al-Wahda significa «Unitat.»
Fundat l'any 1945, és un dels clubs més antics d'Aràbia.

## Palmarès
- Copa del Rei saudita de futbol:[3]

1957, 1966
- Copa del Príncep de la Corona saudita de futbol:[3]

1959–60
- Segona Divisió (Saudi First Division):

1982–83, 1995–96, 2002–03, 2017–18